# Antoni Kazior

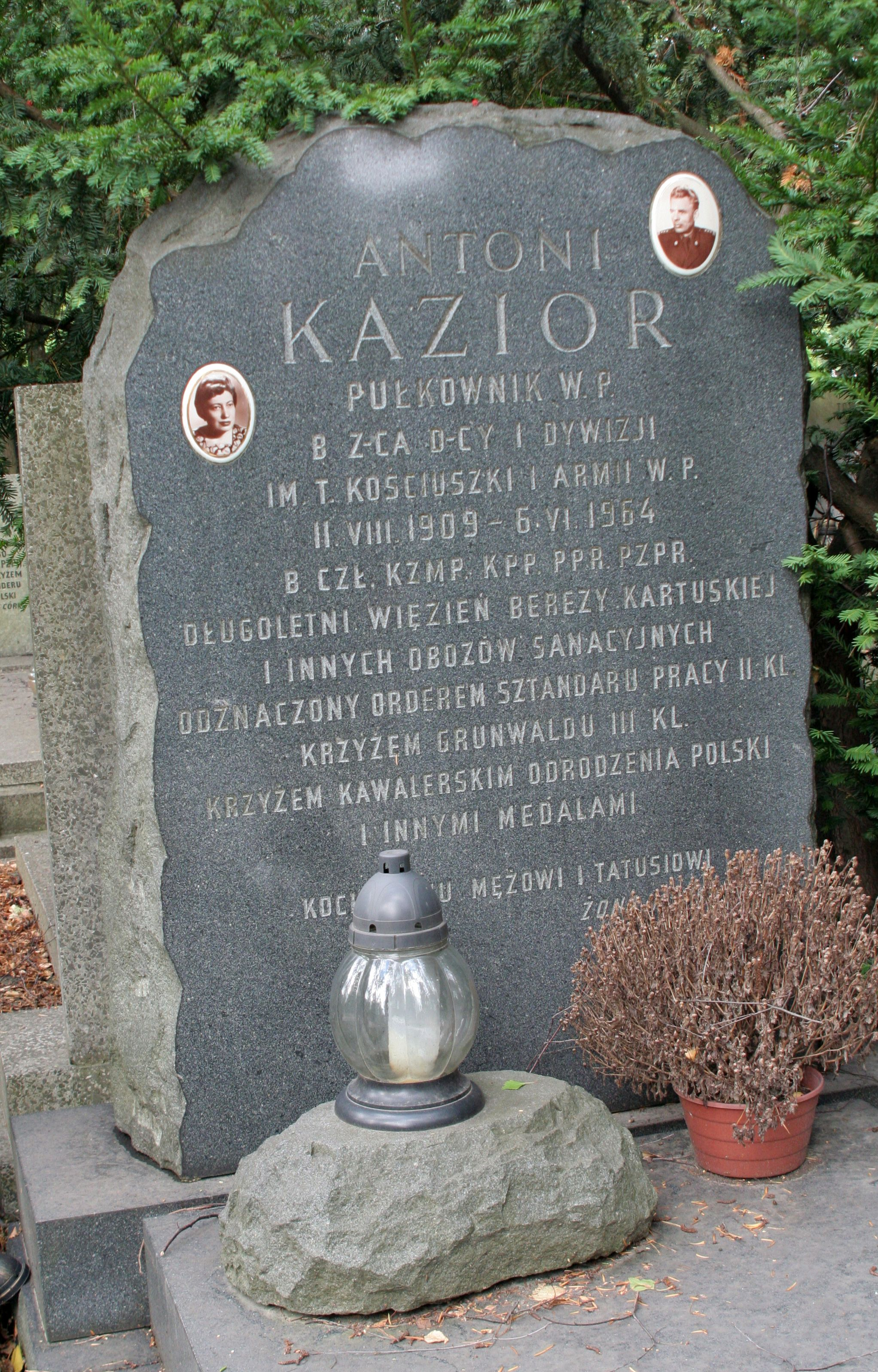
Grób Antoniego Kaziora na cmentarzu Wojskowym na Powązkach

Antoni Kazior, ps. Karol, Mały (ur. 11 sierpnia 1909 w Zawierciu, zm. 6 czerwca 1964 w Warszawie) – działacz komunistyczny i związkowy, pułkownik WP.

## Życiorys
Syn Jana. W 1925 ukończył szkołę podstawową, w 1926 wstąpił do Związku Młodzieży Robotniczej przy Związku Zawodowym Robotników Przemysłu Włóknistego w Polsce i niedługo potem do Związku Młodzieży Komunistycznej (ZMK, późniejszego KZMP). 10 października 1926 aresztowany pod zarzutem udziału w napadzie komunistycznej bojówki na akademię TUR w Wysokiej, zwolniony po przesłuchaniu. 31 października 1926 uczestniczył w okręgowej konferencji Wydziału Zawodowego ZMK i został na niej wyznaczony do prowadzenia pracy sekcji młodocianych w Związku Włóknistym. 2 listopada 1926 aresztowany, 29 października 1927 skazany na rok więzienia z zaliczeniem aresztu śledczego, 11 listopada 1927 zwolniony. Wstąpił do KPP, został wybrany członkiem Komitetu Dzielnicowego (KD) KPP w Zawierciu. Działał w Sekcji Młodzieżowej przy Związku Zawodowym Robotników Przemysłu Włóknistego, Stowarzyszeniu Młodzieży przy PPS-Lewicy i Stowarzyszeniu Wolnomyślicieli Polskich. Od wiosny 1928 pomocnik ślusarza w fabryce chemicznej w Zawierciu, 25 października 1928 aresztowany i 8 marca 1929 skazany w Sosnowcu na 1,5 roku twierdzy, karę odsiadywał w Mysłowicach i Wronkach, 20 czerwca 1930 zwolniony, pracował przy miejskich robotach publicznych w Zawierciu i nadal działał w KD KZMP. Łącznik KD KZMP z Komitetem Okręgowym (KO) KZMP Zagłębia, drukował odezwy do bezrobotnych, za co został aresztowany 23 lutego 1931 i uwięziony w Mysłowicach, po czym skazany na 4 lata więzienia. Zwolniony 4 lutego 1935, został funkcjonariuszem KO KPP w Zagłębiu i sekretarzem podokręgu Zawiercie-Olkusz. 6 maja 1937 osadzony w obozie w Berezie Kartuskiej do 15 maja 1938, po zwolnieniu wrócił do Zawiercia, 21 sierpnia 1938 ponownie wysłany do Berezy Kartuskiej, gdzie więziono go do 24 sierpnia 1939.
6 września 1939 internowany przez Niemców, skąd zbiegł po 6 dniach, a po zakończeniu działań wojennych przedostał się do Lwowa, gdzie był robotnikiem w fabryce oleju, a w grudniu 1939 mianowany dyrektorem fabryki oleju w Żółkwi. 20 lutego 1940 aresztowany pod zarzutem nadużyć i skazany na 2 lata łagru. Po układzie Sikorski-Majski zwolniony, został traktorzystą w Kołchozie im. Mołotowa w obwodzie swierdłowskim. W październiku 1943 wcielony do 1 Korpusu Polskich Sił Zbrojnych w ZSRR jako oficer polityczno-wychowawczy i zastępca dowódcy kompanii w 1 batalionie rozpoznawczym, a od kwietnia do sierpnia 1944 zastępca dowódcy 1 Brygady Saperów. 1944–1946 zastępca dowódcy 1 DP im. T. Kościuszki. Przeszedł szlak bojowy od Warszawy do Berlina, po wojnie nadal służył w WP jako oficer zawodowy, w 1945 wstąpił do PPR, a w 1948 do PZPR. W 1946 skończył Centrum Wyszkolenia Piechoty w Rembertowie i został dowódcą 2 Berlińskiego pułku piechoty. W 1947 był w stopniu podpułkownika. Członek organizacji Służba Polsce (do 1950), potem był oficerem kwatermistrzostwa, uzyskując stopień pułkownika. Od 1961 oficer do zadań specjalnych w Głównym Zarządzie Politycznym WP.
Zmarł w Warszawie, pochowany na cmentarzu Wojskowym na Powązkach (kwatera C2-11-5).

## Ordery i odznaczenia
- Order Sztandaru Pracy II klasy
- Order Krzyża Grunwaldu III klasy
- Krzyż Kawalerski Orderu Odrodzenia Polski
- Krzyż Walecznych (dwukrotnie)
- Złoty Krzyż Zasługi (16 kwietnia 1947)[2]
- Srebrna odznaka honorowa „Za Zasługi dla Warszawy” (1960)[3]